# Дан хрватске глагољице и глагољаштва
Дан хрватске глагољице и глагољаштва прогласио је Хрватски сабор на иницијативу Института за хрватски језик и језикословље.
Проглашење тог дана покренуо је Институт за хрватски језик и језикословље, који је 22. фебруара изабран за успомену на дан када је 1483. године штампана прва хрватска књига — Мисал према закону римског двора. Хрватска глагољица слави се од 2019. године.